# Pierwsze Ministerstwo Przemysłu Maszynowego Chińskiej Republiki Ludowej
Pierwsze Ministerstwo Przemysłu Maszynowego Chińskiej Republiki Ludowej (中华人民共和国第一机械工业部) – jeden z urzędów centralnych w Chińskiej Republice Ludowej.
Ministerstwo powołano w sierpniu 1952. Kontynuowało działalność w czasie i po rewolucji kulturalnej. W maju 1982 zmieniono mu nazwę na Ministerstwo Przemysłu Maszynowego. W grudniu 1985 ministerstwo zlikwidowano przez powołanie Państwowej Komisji Przemysłu Maszynowego.

## Organizacja resortu
- Biuro Maszyn Ciężkich
- Biuro Sprzętu Elektrotechnicznego
- Biuro Maszyn Górniczych
- Biuro Maszyn Rolniczych
- Biuro Instrumentów
- Biuro Urządzeń
- Zarząd Przemysłu Stoczniowego (1950.)

## Ministrowie
- 1952-1958 - Huang Jing
- 1958-1960 - Zhao Lu
- 1960-1970 - Duan Junyi
- 1970-1975 - Lee Shuiqing, p.o.
- 1977-1981 - Zhou Zijian
- 1981-1982 - Rao Bin